# 土田村 (石川県)
土田村（つちだむら）は、石川県羽咋郡に存在した村。
村の名称は、平安時代末期から江戸時代まで存在した「土田荘」の名による。

## 地理・概要
- 現在の志賀町の東部（志賀町（1970年ー2005年）においては北東部）。
- 米町川上流、仏木川流域の丘陵に囲まれた盆地を中心とした地域に位置する。
- 山 - 遍照岳 (146.7m)

## 歴史
- 古代 - 「土田荘」の他、「都知郷」が存在。
- 中世 - 「土田荘」の他、「得田荘」「得田保」が存在。これは豪族「得田氏」に由来。また字徳田に継承。
- 1889年（明治22年）4月1日 - 町村制の施行により、羽咋郡東土田村及び西土田村を設置する。
- 1940年（昭和15年）11月3日 - 羽咋郡東土田村及び西土田村を廃し、その区域をもって羽咋郡土田村を設置する。
- 1954年（昭和29年）10月1日 - 羽咋郡志加浦村、堀松村、加茂村、土田村及び上熊野村を廃し、その区域をもって羽咋郡志賀町を設置する。10大字は志賀町の大字に継承。

## 教育
- 土田村立土田小学校（現・志賀町立土田小学校）

## 産業
- 農業
- 林業
- 製紙業
- 筵